# مولاري
مولاري (بالإيطالية: Molare)‏ هي بلدية في مقاطعة ألساندريا في إقليم بييمونتي في إيطاليا.

## السكان
في سنة 1861 بلغ عدد السكان 2٬143 نسمة، وتطور العدد ليصل في سنة 2011 لـ 2٬269 نسمة.
يظهر هذا المخطط البياني تطور النمو السكاني لـ مولاري